# NGC 1564
NGC 1564 este o galaxie lenticulară situată în constelația Eridanul. A fost descoperită în 12 noiembrie 1885 de către Francis Leavenworth. Se află la o distanță de 97,72 de megaparseci de Pământ.